# Cebuano (jezik)
Cebuano jezik (Binisayang Sinugboanon, sugbuhanon, sugbuanon, visayan, bisayan, binisaya, sebuano; ISO 639-3: ceb) je drugi po značaju jezik na Filipinima, poslije tagaloškog. Pripada grupi austronezijskih jezika. Ime jezika potiče od imena pokrajine Cebu i španjolskog sufiksa -ano.
15 800 000 govornika u Filipinima (2000 popis).
Jezik cebuano ima 16 suglasnika: p, t, k, ʔ (bezvučni glotalni ploziv), b, d, g, m, n, ng, s, h, w, l, r i y. Tu su i tri samoglasnika: i, a, i u/o. Slovo e su donijeli Španjolci i ono se koristi samo za strane riječi. Mjesto naglaska utječe na značenje riječi. Redoslijed riječi je glagol-subjekt-objekt. Jezik cebuano razlikuje inkluzivno i ekskluzivno „mi“. Za suglasnike d i r, kao i za samoglasnike u i o, primijenjuje se princip alofonije (smatraju se istim glasom pri izgovoru).
Jezici koji su dali dio jezičnog fonda jeziku cebuano su: španjolski i engleski.

## Primjeri
- Maayong adlaw! - Dobar dan
- Kumusta ka? - Kako si?
- Maayo - Dobro
- Salamat - hvala
- Oo - da
- Dili - ne
- Kumusta - zdravo

## Vanjske poveznice
- Ethnologue (14th)
- Ethnologue (15th)